# جورج بيتي (لاعب رماية)
جورج بيتي هو لاعب رماية كندي، (ولد في مونتريال في كندا 1877 – 1953 م).

## وصلات خارجية
- جورج بيتي على موقع الاتحاد الدولي (الإنجليزية)
- جورج بيتي على موقع اللجنة الأولمبية الدولية (الإنجليزية)
- جورج بيتي على موقع أوليمبيديا (الإنجليزية)
- جورج بيتي على موقع اللجنة الأولمبية الكندية (الإنجليزية)